# Иван Црнојевић
Иван Црнојевић (умро 1490) је био владар српске средњовековне државе Зете, односно Црне Горе у раздобљу од 1465. до 1479. године и поново од 1481. до 1490. године. Био је син и наследник Стефана Црнојевића.

## Младост и ступање на власт
Да би Иванов отац Стефан изразио поштовање према локално моћном херцег Стефану, а према средњовековном начину понашања, био је приморан да свог сина Ивана да као таоца. Ово Иваново заточеништво код херцега Стефана трајало је око десет година, а пуштен је после инсистирања Венеције код Херцега на заслугама Стефана Црнојевића. После смрти Стефана Црнојевића (1465) господар Зете постаје његов син Иван.
На почетку владавине, у пролеће 1465. године, Иван предводи своју војску уједињену са Грбљанима и Паштровићима на Котор, после чега следе многи крвави сукоби. Овим чином он напушта политику свога оца која се заснивала на добрим односима са Млечанима. Видећи непријатеља у новом црногорском господару Венеција уцењује Иванову главу са 10.000 дуката, и прекида односе са свим поданицима породице Црнојевића. Није забележено да је био и један једини прави интересент за добијање ове изузетно високе награде за Иванову главу.

## Мир са Млецима и Османским царством
У условима присуства моћне Турске империје под султаном Мехмедом II, познатим под именом Освајач, Иван веома брзо уочава погрешност политике отвореног сукоба са Млечанима и већ 1466. са Венецијом, уз доста муке, склапа мир. Тиме он поново постаје Млетачки вазал, али и поред тога морао је да призна и султанову врховну власт и да му плаћа годишњи харач од 1000 дуката. Да би учврстио своју моћ Иван је од непослушних локалних моћника тражио синове — таоце и тако их приморавао на покорност. Да би Ивана чвршће везала за своје интересе Млетачка република у фебруару 1474. је дала своје племство и Ивану и његовој деци.

## Рат са Османским царством
Османско царство у успону покренуло је 1474. велики напад на Скадар који је тада био контролисан од стране Млечана. У тим борбама учествовале су и Иванове снаге. Исте године ова турска офанзива је сломљена, међутим, Иван осећа да његова престолница на истуреном Жабљаку више није сигурна, јер се Турци утврђују с леве стране Мораче и обнављају Подгорицу, и већ 1475. почиње градњу Ријечког Града на Ободу. Ово мјесто је још за Ивановог живота име Обод променило у име Ријека Црнојевића. Спремајући се да по други пут нападну Скадар Турци стално нападају Иванове територије с десне стране Мораче и у околини Скадарског језера.

## Рат са Херцеговином
Осим ових проблема са Турцима, Иван веома често мора да се сукобљава са снагама херцеговачког господара, и свог шурака — херцег Влатка. Ови стални сукоби утичу на губитак људства и слабљење Иванове одбрамбене моћи.

## Први пад Зете (1479)
Убрзо Турци започињу другу офанзиву на Скадар 1478, и у марту 1479, Млечани су приморани да га предају Турцима. У току борби за Скадар, Турци нападају и Жабљак. Међутим, Иван је већ прешао на Ријечки Град, а Жабљак чува неки његов рођак који са малобројним људством и не покушава да се брани пред многобројним Турцима. Тако 1478. Жабљак тако пада у турске руке.
После пада Скадра Турци започињу офанзиву на Ивана и након тешких окршаја потискују га тако да је Иван принуђен да напусти Црну Гору. Он, дакле, 1479. преко Котора одлази са породицом и дворском властелом у изгнанство у Млетке код својих савезника у Италију. Убрзо затим, маја 1481. године умире султан Мехмед II и у превирањима око наследства престола настају многи сукоби како у самој Турској тако и по балканским територијама које су Турци освојили.

## Обнова државе (1481)
У таквим околностима Иван се враћа у Црну Гору и веома брзо успева да врати своје претходне територије а тиме и да поврати власт. Нови турски султан Бајазит II се мири са насталом ситуацијом и крајем 1481. или почетком 1482. прихвата Ивана као господара Црне Горе и свог сакупљача харача. С друге стране Млечани и даље прихватају Ивана као свог војводу. Тај двојни статус се задржава до краја Иванове власти.
Иван Црнојевић обнавља своју државу 1481. из нове престонице — Цетиња. Обнављањем власти Иван је подигао двор на Цетињу где се и преселио 1485. године. Ту је подигао и манастир Свете Богородице и у њега пренео седиште Зетске митрополије 1483. Да би показао оданост и признање врховне власти новом турском султану, Иван је 1485. године свог најмлађег — четрнаестогодишњег сина Станка (Станишу) послао султану као таоца. Турци су младог Станка преобратили у ислам и том приликом он је добио име Скендербег.
Пред крај живота Ивану је помагао и замењивао га у вођењу земљом најстарији син Ђурђе, који је после очеве смрти 1490. преузео власт у Црној Гори.
У току своје владавине Иван, а и остали Црнојевићи, су били врховне судије, и за доношење пресуда користили су Иванова правила која су се углавном заснивала на Душановом законику и на геслу „да се суди по правди а не по моћи и угледу лица”.

## Породично стабло
|  |                      |  |  |  |  |  |  |  |  |  |  |  |  |  |  |  |
|  | 16. Crnoje Đurašević |  |  |  |  |  |  |  |  |  |  |  |  |  |  |  |
|  |                      |  |  |  |  |  |  |  |  |  |  |  |  |  |  |  |
|  |                      |  |  |  |  |  |  |  |  |  |  |  |  |  |  |  |
|  | 8. Radič Crnojević   |  |  |  |  |  |  |  |  |  |  |  |  |  |  |  |
|  |                      |  |  |  |  |  |  |  |  |  |  |  |  |  |  |  |
|  |                      |  |  |  |  |  |  |  |  |  |  |  |  |  |  |  |
|  | 4. Đurađ Đurašević   |  |  |  |  |  |  |  |  |  |  |  |  |  |  |  |
|  |                      |  |  |  |  |  |  |  |  |  |  |  |  |  |  |  |
|  |                      |  |  |  |  |  |  |  |  |  |  |  |  |  |  |  |
|  | 9. Jelena            |  |  |  |  |  |  |  |  |  |  |  |  |  |  |  |
|  |                      |  |  |  |  |  |  |  |  |  |  |  |  |  |  |  |
|  |                      |  |  |  |  |  |  |  |  |  |  |  |  |  |  |  |
|  | 2. Стефан Црнојевић  |  |  |  |  |  |  |  |  |  |  |  |  |  |  |  |
|  |                      |  |  |  |  |  |  |  |  |  |  |  |  |  |  |  |
|  |                      |  |  |  |  |  |  |  |  |  |  |  |  |  |  |  |
|  | 5. Unknown           |  |  |  |  |  |  |  |  |  |  |  |  |  |  |  |
|  |                      |  |  |  |  |  |  |  |  |  |  |  |  |  |  |  |
|  |                      |  |  |  |  |  |  |  |  |  |  |  |  |  |  |  |
|  | 1. Иван Црнојевић    |  |  |  |  |  |  |  |  |  |  |  |  |  |  |  |
|  |                      |  |  |  |  |  |  |  |  |  |  |  |  |  |  |  |
|  |                      |  |  |  |  |  |  |  |  |  |  |  |  |  |  |  |
|  | 12. Pal Kastrioti    |  |  |  |  |  |  |  |  |  |  |  |  |  |  |  |
|  |                      |  |  |  |  |  |  |  |  |  |  |  |  |  |  |  |
|  |                      |  |  |  |  |  |  |  |  |  |  |  |  |  |  |  |
|  | 6. Иван I Кастриот   |  |  |  |  |  |  |  |  |  |  |  |  |  |  |  |
|  |                      |  |  |  |  |  |  |  |  |  |  |  |  |  |  |  |
|  |                      |  |  |  |  |  |  |  |  |  |  |  |  |  |  |  |
|  | 3.                   |  |  |  |  |  |  |  |  |  |  |  |  |  |  |  |
|  |                      |  |  |  |  |  |  |  |  |  |  |  |  |  |  |  |
|  |                      |  |  |  |  |  |  |  |  |  |  |  |  |  |  |  |
|  | 7. Voisava Tripalda  |  |  |  |  |  |  |  |  |  |  |  |  |  |  |  |
|  |                      |  |  |  |  |  |  |  |  |  |  |  |  |  |  |  |
|  |                      |  |  |  |  |  |  |  |  |  |  |  |  |  |  |  |